# Elefanten-Orden

Collane des Elephanten-Ordens

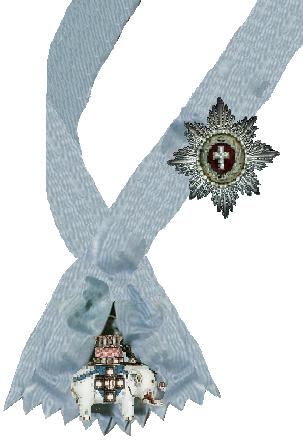
Das Ordenszeichen am Schulterband über die linke Schulter und Bruststern des Elefanten-Ordens

Der Elefanten-Orden ist der höchste und älteste dänische Ritterorden.

## Geschichte
Der ursprüngliche Orden wurde um 1460 von König Christian I. als römisch-katholischer Ritterorden gestiftet und trug den Namen Bruderschaft der Muttergottes-Gesellschaft.  Die erste Darstellung zeigte die Jungfrau Maria mit dem Jesuskind. Weil diese Bruderschaft in kirchlichen Bereichen aktiv war, ließ der König den Orden durch Bullen der Päpste Pius II. (1462) und Sixtus IV. (1474) bestätigen. Das Abzeichen der Bruderschaft hing ähnlich dem heutigen Ordenskragen, an einem Gliederkragen in Form eines Elefanten und zeigte die Jungfrau Maria, die, umgeben von den Strahlen der Sonne, ihren Sohn inmitten einer Mondsichel hielt. Berühmte frühe Träger des Ordens waren Tycho Brahe und Heinrich Rantzau. Ihre Porträts zeigen – um 1580 – bereits das Bild eines Elefanten an der Ordenskette.
Nach der Reformation ruhte der Orden vorerst, wurde aber 1580 von König Friedrich II. erneuert. Als neues Ordenszeichen wurde der aus der Kette des Vorgängerordens übernommene Elefant gewählt. Eine grundlegende Änderung erfuhr er durch König Christian V., der 1693 neue Statuten erließ. Die Ritterzahl wurde von 50 auf 30 herabgesetzt, allerdings werden die (acht) Prinzen des königlichen Hauses als geborene Ritter nicht mitgezählt.
Gemäß den heute noch gültigen Statuten dürfen nur Ritter des Dannebrogordens in den Elefanten-Orden aufgenommen werden. Bis zur Reform des Dannebrogordens 1808 wurde dieser dem ausersehenen Ritter acht Tage zuvor überreicht. Bei Empfang des Elefanten-Ordens musste der Dannebrogorden wieder abgelegt werden, weil kein anderer Orden neben ihm getragen werden durfte.

## Gestalt, Devise, Tragart

Ordenszeichen

Im Jahr seiner Neuordnung 1693 erhielt der Orden auch seine heutige Gestalt. Der Elefant ist aus Gold und mit Ausnahme der Zähne (Elfenbein) weiß emailliert. Auf der einen Seite trägt er ein Kreuz, auf der anderen das Monogramm des regierenden Monarchen. Auf seinem Rücken liegt eine blaue, goldgefasste Decke, an deren Seite sich fünf Diamanten befinden, die ein Kreuz bilden, und steht ein roter Turm mit goldenen Bogenfenstern. Als Elefantenführer sitzt auf dem Hals ein Mohr mit goldenem Speer.
Die Ordensdevise lautet: Magnanimi pretium (Preis der Großherzigkeit)
Für den Orden gibt es zwei Trageversionen:
1. Der Orden wird am Tag der Ritterschaft (1. Januar), am Geburtstag des regierenden Monarchen (aktuell unter Frederik X. der 26. Mai) und am Geburtstag von Waldemar dem Sieger (28. Juni) an der Ordenskette getragen, die ihrerseits aus Goldelefanten mit blauer Decke und goldenen Türmen besteht.
2. An Anlässen, die an den übrigen Tagen stattfinden, wird der Orden am Band getragen. Er gehört zu den seltenen Ausnahmen, bei denen das Schulterband über die linke Schulter getragen wird, so dass das Kleinod an der rechten Hüfte hängt.

## Ritter des Elefanten-Ordens

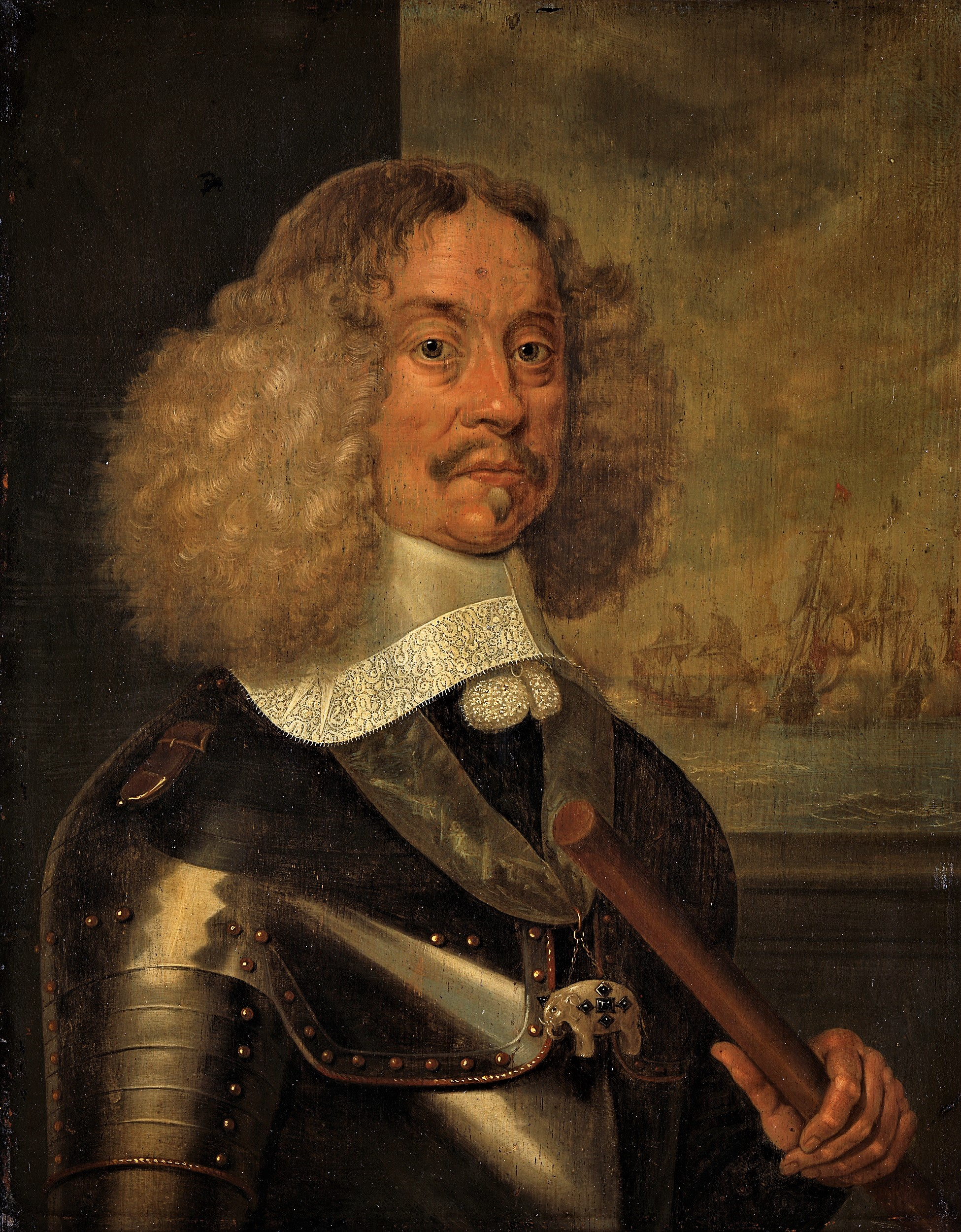
Jacob van Wassenaer Obdam mit der frühen Form des Ordens

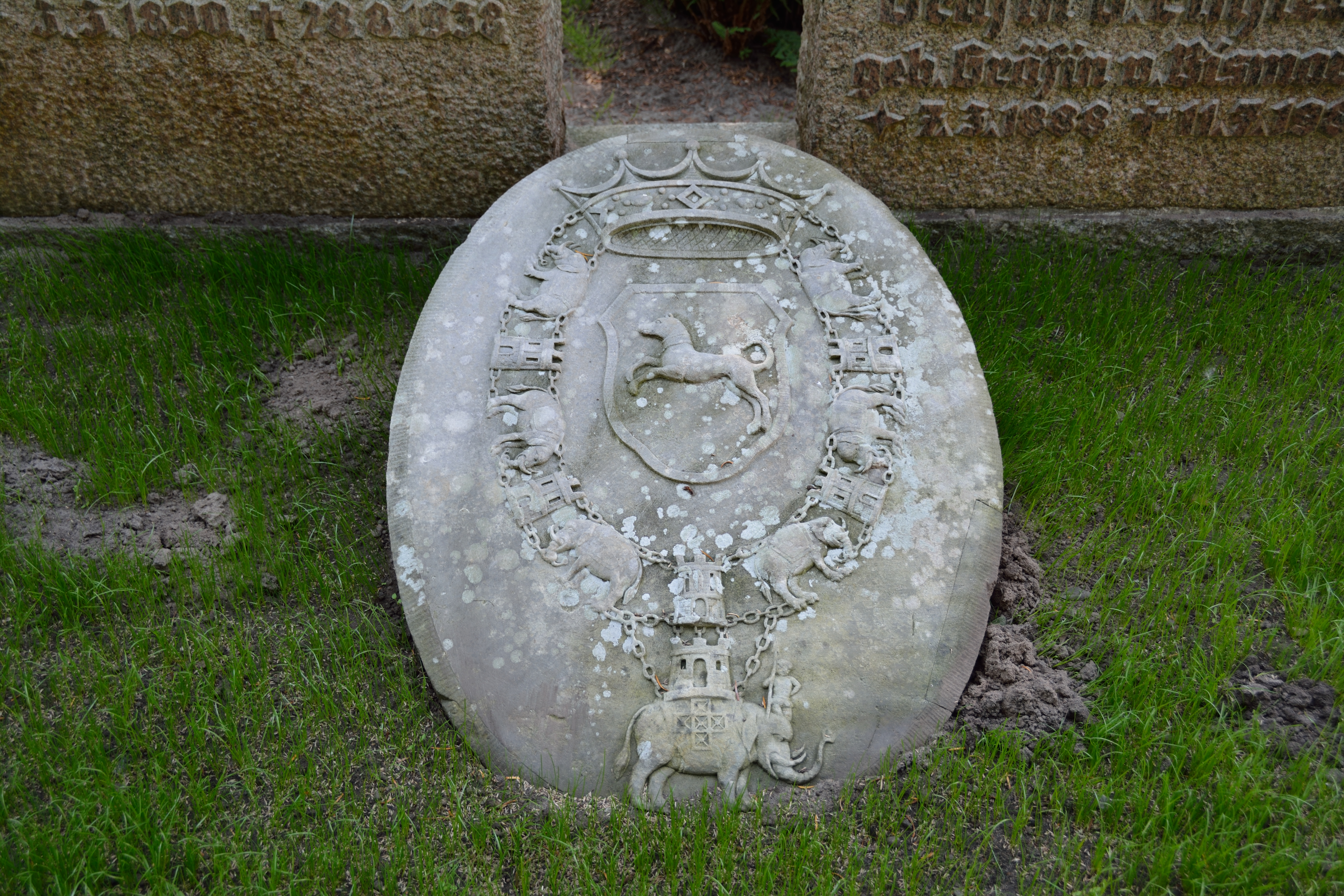
Der Elefanten-Orden auf einer Grabstätte der Familie Blome in Heiligenstedten

Aufgrund des Alters galt der Elefanten-Orden nach dem Hosenbandorden der zweithöchste protestantische und nach dem katholischen Orden vom Goldenen Vlies der dritthöchste Ritterorden Europas. Im 17. und 18. Jahrhundert wurden daher nicht nur hochadelige Untertanen des dänischen Königs, sondern auch protestantische Fürsten des Heiligen Römischen Reichs Ritter des Elefanten-Ordens.
Zwischen 1580 und 2024 wurde der Elefantenorden an rund 890 Personen verliehen. Heute wird er fast nur noch an Mitglieder der königlichen Familie und an ausländische Staatsoberhäupter vergeben. Über die Verleihung des Ordens entscheidet allein der König als Herr des Ordens.
Früher wurde er auch mit Geld vom Adel erworben. Dazu gehörte Georg Albrecht aus Ostfriesland, der zwar den Orden in den Wappenstein des Marstalls einarbeiten ließ und für den Orden bezahlte, nicht aber das Geld aufbrachte, um die goldenen Schmiedearbeiten an dem Gebäude zu bezahlen. Der Elefantenorden wurde auch an die letzten drei in Ostfriesland regierenden Fürsten verliehen: Christian Eberhard (1682), Georg Albrecht (1722) und Carl Edzard (1734).

## Träger
- siehe Kategorie:Träger des Elefanten-Ordens